# دوروثي ارين
دوروثي ارين (بالإنجليزية: Dorothy Warren)‏ هي كاتِبة أمريكية، ولدت في 29 سبتمبر 1905، وتوفيت في 21 يناير 2008.